# Emil Habibi
Emil Habibi ({ar. إميل حبيبي, hebr. אמיל חביבי ur. 28 stycznia 1922 w Hajfie, zm. 2 maja 1996 w Nazarecie) – arabski pisarz, obywatel Izraela i członek Knesetu.

## Życiorys
Pochodził z anglikańskiej rodziny. W młodości pracował w rafinerii oraz radio. Należał do Komunistycznej Partii Palestyny, a następnie Komunistycznej Partii Izraela i Maki. W Knesecie zasiadał przez blisko dwie dekady, w latach 1951–1959 oraz 1961–1972. Zaczął pisać w latach 50., pierwsze opowiadanie opublikował w 1954. Pierwszą powieść, opublikowaną w Polsce pod tytułem Niezwykłe okoliczności zniknięcia niejakiego Saida Abu an-Nahsa z rodu Optysymistów, wydał w 1974. Jej narratorem i bohaterem jest „izraelski Arab”, który w sarkastyczny sposób relacjonuje realia życia w Palestynie na przestrzeni dwudziestu lat (1947-1967).